# تشارلتون أثلتيك
تشارلتون أثليتيك (بالإنجليزية: Charlton Athletic) هو نادي كرة قدم إنجليزي من جنوب شرق لندن. تأسس الفريق عام 1905. ملعبه الحالي هو ذا فيلي (The Valley).
في 9 يونيو 1905 تم دمج عدد من أندية فئة الشباب من بينها إيست ستريت مشن (East Street Mission) وبلندل مشن (Blundell Mission) ليشكلوا نادي تشارلتون أثليتيك. ثم التحق بالدوري الجنوبي عام 1920 بعد أن شارك الفريق في دوري منطقة كينت.

## إنجازات الفريق
- كأس إنجلترا: 1947
- الدوري الإنجليزي الدرجة الثانية: 1909، 2000
- الدوري الإنجليزي الدرجة الثالثة: 1929، 1935

## أبرز اللاعبين الحاليين
- سكوت كارسن
- أمادي فايه
- رادوستن كيشيشيف
- مات هولند
- جيمي فلويد هاسلباينك
- دينيس روميدال
- غونزالو سوروندو
- توماس مايري

## وصلات خارجية
- الموقع الرسمي نسخة محفوظة 18 أغسطس 2004 على موقع واي باك مشين.